# Combate de Torres Causana de 1904
O combate de Torres Causana o Solano foi um confronto armado travado em 28 de julho de 1904 entre tropas do Peru e do Equador na intersecção do rio Napo com o rio Aguarico.
Após o ataque de Angoteros ocorrido no ano anterior, o governo equatoriano reforçou sua guarnição militar no rio Aguarico e, posteriormente, o chefe do destacamento equatoriano notificou o então major Chávez Valdivia para desocupar Puerto Bolognesi ou Torres Causana "por se tratar de território equatoriano". Como consequência ocorre o ataque equatoriano; que foi rechaçado após duas horas de combate.

## Antecedentes
No início do século XX, iniciou-se a exploração dos rios amazônicos e a delimitação das fronteiras por diversos oficiais da Marinha de Guerra do Peru. Desde meados de 1903, iniciaram-se litígios territoriais entre peruanos e equatorianos na região do rio Napo.

## Combate
Após a batalha de Angoteros, as forças peruanas sob o comando de Juan Chávez Valdivia (promovido a Major), estabeleceram sua guarnição no setor denominado “Torres Causana”.
Em 28 de julho de 1904, a base foi atacada por tropas equatorianas bem armadas, que contavam até com duas peças de artilharia comandadas pelo coronel equatoriano Vicente M. Bravo. Após o sucesso inicial das forças equatorianas, os homens de Chávez Valdivia se recuperaram e contra-atacaram com êxito, até alcançarem a vitória, causando 28 baixas ao inimigo, fazendo prisioneiro o comissário militar Rivadeneira e adquirindo inúmeras armas, incluindo uma das peças de artilharia inimiga.
O chefe militar das forças equatorianas, que morreu junto com 28 de seus homens, era o tenente-coronel Lauro Guerrero Becerra, já o Exército Peruano nesta operação que foi apoiada pelo fogo do barco Iquitos “lamentava as baixas do cabo Víctor Pantoja e do soldado Federico Tarazona”.
Outro dos oficiais equatorianos foi Carlos A. Rivadeneyra, que foi enviado prisioneiro para Iquitos e declarou ao periódico La Voz de Loreto que a vitória peruana foi auxiliada pelo melhor conhecimento que suas tropas tinham do terreno e a superioridade do armamento, já que os fuzis equatorianos entregaram seus portadores por causa da fumaça e tinham balas de chumbo que se estilhaçavam contra as trincheiras adversárias. Além de Rivadeneyra, um soldado foi feito prisioneiro.

## Consequências
A notícia do confronto de Torres Causana se espalhou de Iquitos a Manaus. Teria ocorrido uma viagem de barco durante nove dias, já que naquela época não havia serviço telegráfico entre as duas cidades. De Manaus pôde ser comunicado por telégrafo a Lima, onde foi recebido com vinte e três dias de atraso. Não havia linha de comunicação entre Iquitos e Lima; só foi inaugurada em 1908. Iquitos e Aguarico também não tinham ligação.
O ministro peruano em Quito, Mariano H. Cornejo, informou ao chanceler Valverde o ocorrido em nota datada de 20 de agosto. Valverde respondeu que não tinha nenhuma outra informação além da que a legação peruana forneceu. Tal como aconteceu com Porras, após o confronto de Angoteros surgiu uma vigorosa controvérsia histórico-jurídica entre os representantes dos dois países. Pelo ato assinado em Quito, ambos os países submeteram suas reivindicações mútuas ao comissário espanhol Regio.